# Niklas Backman
Niklas Alexander Backman (født 13. november 1988) er en svensk tidligere fodboldspiller, der primært fungerede som central forsvarsspiller. Fra vinteren 2016 og til sit karrierestop spillede han for AGF.
Han har tidligere spillet i blandt andet AIK og kinesiske Dalian Aerbin, og han har spillet seks landskampe for Sverige.

## Klubkarriere

### Skiljebo SK
Backmans barndomsklub er Skiljebo SK, hvor han begyndte at spille som fireårig. Som sekstenårig blev han rykket op i A-truppen og spillede alle 22 kampe i 2. division med Skiljebo i 2005. Han var ligeledes med på holdet, der vandt divisionen i den følgende sæson.

### Väsby United
I 2008 skiftede Backman til Väsby United i Superettan, hvor han i sin debutsæson spillede samtlige 30 kampe og derved var med til at sikre oprykkerholdet en niendeplads. Sæsonen efter spillede han 28 kampe, da Väsby blev nummer 12. Väsby var farmerhold for AIK, hvilket gav Backman chancen for at prøvetræning for denne klub. Han var med i AIK's træningsforløb op til sæsonen 2008/09, med på begge holdets træningslejre og spillede otte træningskampe.

### AIK
Fra 24. juli 2009 blev Backman udlånt til AIK for resten af efterårssæsonen. Det blev dog ikke rigtig til spilletid for ham i klubben, der denne sæson vandt guld, idet han blot fire gange var udtaget til kamp. I stedet spillede han 26 kampe for Väsby i løbet af kalenderåret. I januar 2010 underskrev han en treårig kontrakt med AIK. Niklas Backman var med på bænken, da AIK spillede supercup 2010 og fik derved medalje uden at spille, da holdet vandt. Han fik sin turneringsdebut for hovedstadsklubben, da han i anden runde af Allsvenskan 2010 blev skiftet ind i 87. minut af udekampen mod IF Brommapojkarna som erstatning for Bojan Djordjic. 31. august 2011 fik Backman kontrakten forlænget farm til 2014.

### Dalian Aerbin
Den 17. februar 2014 meddelte AIK, at klubben havde solgt Niklas Backman til Dalian Aerbin i Chinese Super League. 20. juli samme år scorede han sit første mål for holdet, da det vandt 2-1 over Shanghai Shenxin. I 2014-sæsonen spillede han 29 kampe og scorede yderligere to mål, men Dalian sluttede sidst og måtte rykke ud af den bedste række.

### AGF
I januar 2016 købte AGF Backman, der fik en kontrakt frem til sommeren 2017.  Den er sidenhen blevet forlænget til sommeren 2019. Han debuterede i Superligaen 26. februar samme år i 2-2 kampen mod OB, hvor han scorede et af målene. Han blev hurtigt en central spiller i århusianernes forsvar og blev fra sommeren 2016 udnævnt som én af fire ledere i truppen. Han blev imidlertid skadet i efteråret 2016 og var først spilleklar igen i maj 2017. Backman spillede en stor rolle som centerforsvarer i sæsonen 2017-2018. En hovedskade forhindrede ham dog i at spille de fleste kampe i grundspillet i foråret 2018. I efteråret 2018 blev han ramt af en virus, som holdt ham ude af truppen i flere måneder. Efter sin tilbagevenden blev han udnævnt som ny anfører efter Pierre Kanstrup, som var blevet solgt i vinterpausen. I samme forbindelse blev hans kontrakt forlænget til sommeren 2021 En hjernerystelse holdt ham imidlertid ude af holdet i det meste af foråret 2019. Den 14. oktober 2021 offentliggjorde Backman, at han stopper sin aktive karriere.

## Landsholdskarriere
Niklas Backman har spillet fem U/21-landskampe for Sverige, og 19. januar 2011 fik han A-landsholdsdebut i en kamp mod Botswana, der blev besejret 2-1, i alt blev det til seks kampe for A-landsholdet.